# 塞德里克·亨德森 (1975年)
塞德里克·厄尔·亨德森（英語：Cedric Earl Henderson，1975年3月11日—），美国NBA联盟职业篮球运动员。他在1997年的NBA选秀中第2轮第16顺位被克里夫兰骑士选中。